# کارلتون هاوس تریس

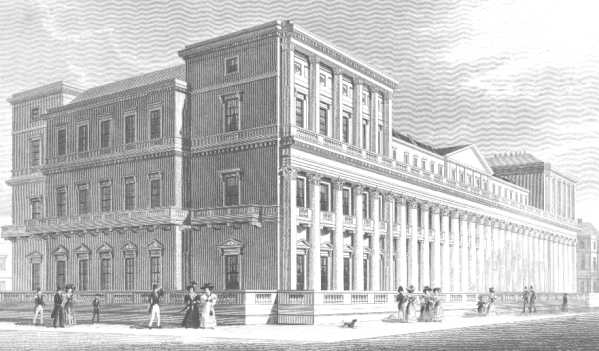
تراس شرقی پس از تکمیل.

 کارلتون هاوس تریس خیابانی در در بخش سینت جیمز شهر وستمینستر در لندن است. ویژگی بارز معمارانهٔ آن یک جفت تراس از خانه‌هایی با نمای اندود گچ و سیمان سفید است.